# Previsualización en vivo

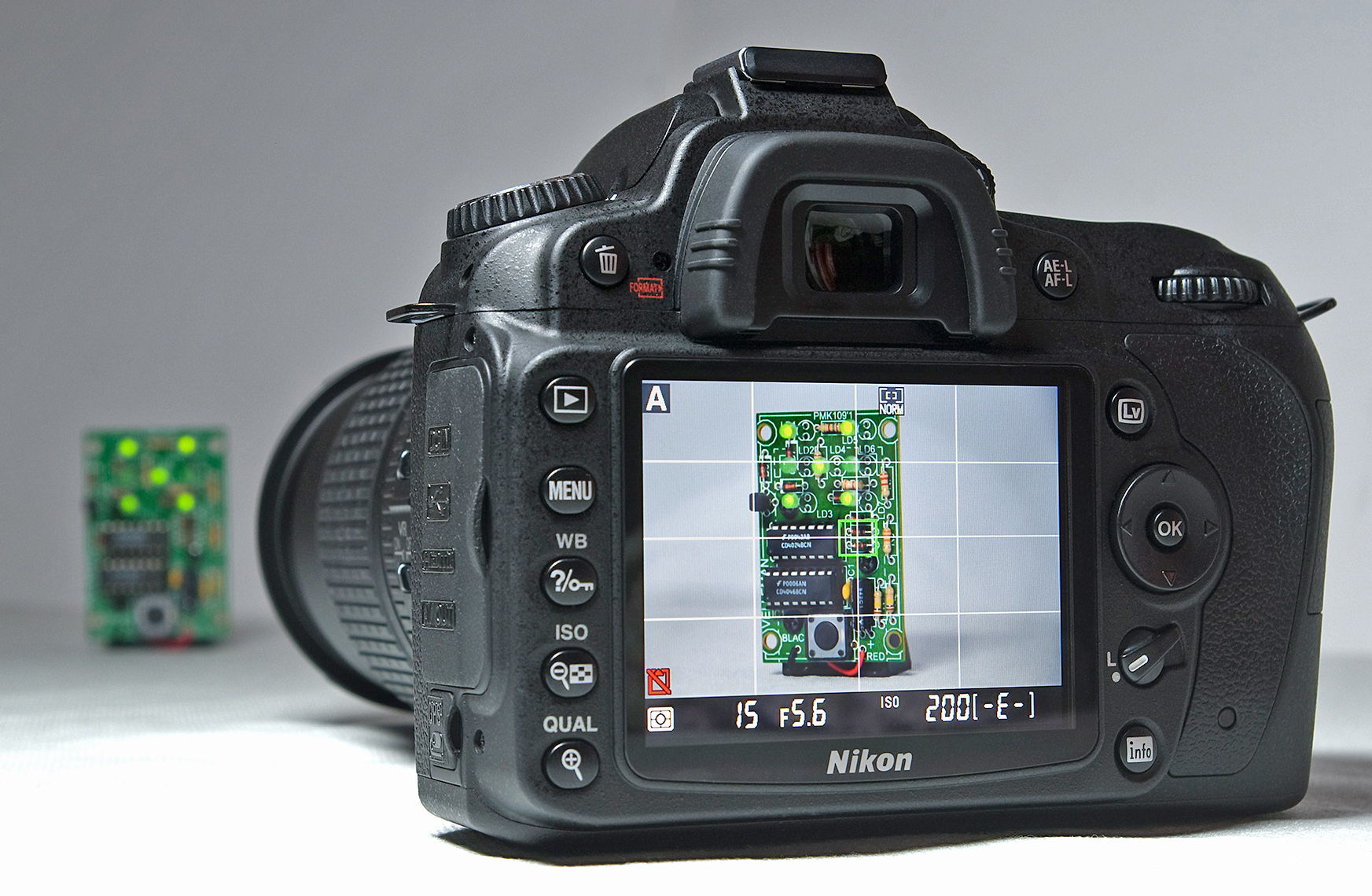
Una Nikon D90 en vista previa en vivo

Vista previa en vivo es una característica que permite a la pantalla de una cámara digital de visualización ser utilizada como un visor. Esto proporciona un medio de previsualizar encuadre y otra exposición antes de tomar la foto. En la mayoría de dichas cámaras, la previsualización se genera por medio de forma continua y directamente proyectando la imagen formada por la lente en el sensor de imagen principal. Esto a su vez alimenta la pantalla electrónica con la imagen de vista previa en vivo. La pantalla electrónica puede ser una pantalla de cristal líquido (LCD) o un visor electrónico (EVF).
- Datos: Q313715